# 异形尾孢虫
异形尾孢虫（学名：Henneguya disparis）为尾孢科尾孢虫属的动物。在中国，分布于云南等，营寄生生活，寄生在线鳢的鳃弓。其种加词“disparis”意为“异形的”、“有区别的”。